# Grundulus
Genre
Grundulus est un genre de poissons d'eau douce téléostéens de la famille des Characidae (ordre des Characiformes).

## Liste d'espèces
Selon FishBase (15 août 2023) :
- Grundulus bogotensis (Humboldt, 1821)
- Grundulus cochae Román-Valencia, Paepke & Pantoja, 2003
- Grundulus quitoensis Román-Valencia, Ruiz C. & Barriga, 2005

## Systématique
Le nom valide complet (avec auteur) de ce taxon est Grundulus Valenciennes, 1846.